# Pápai Biblikus Intézet

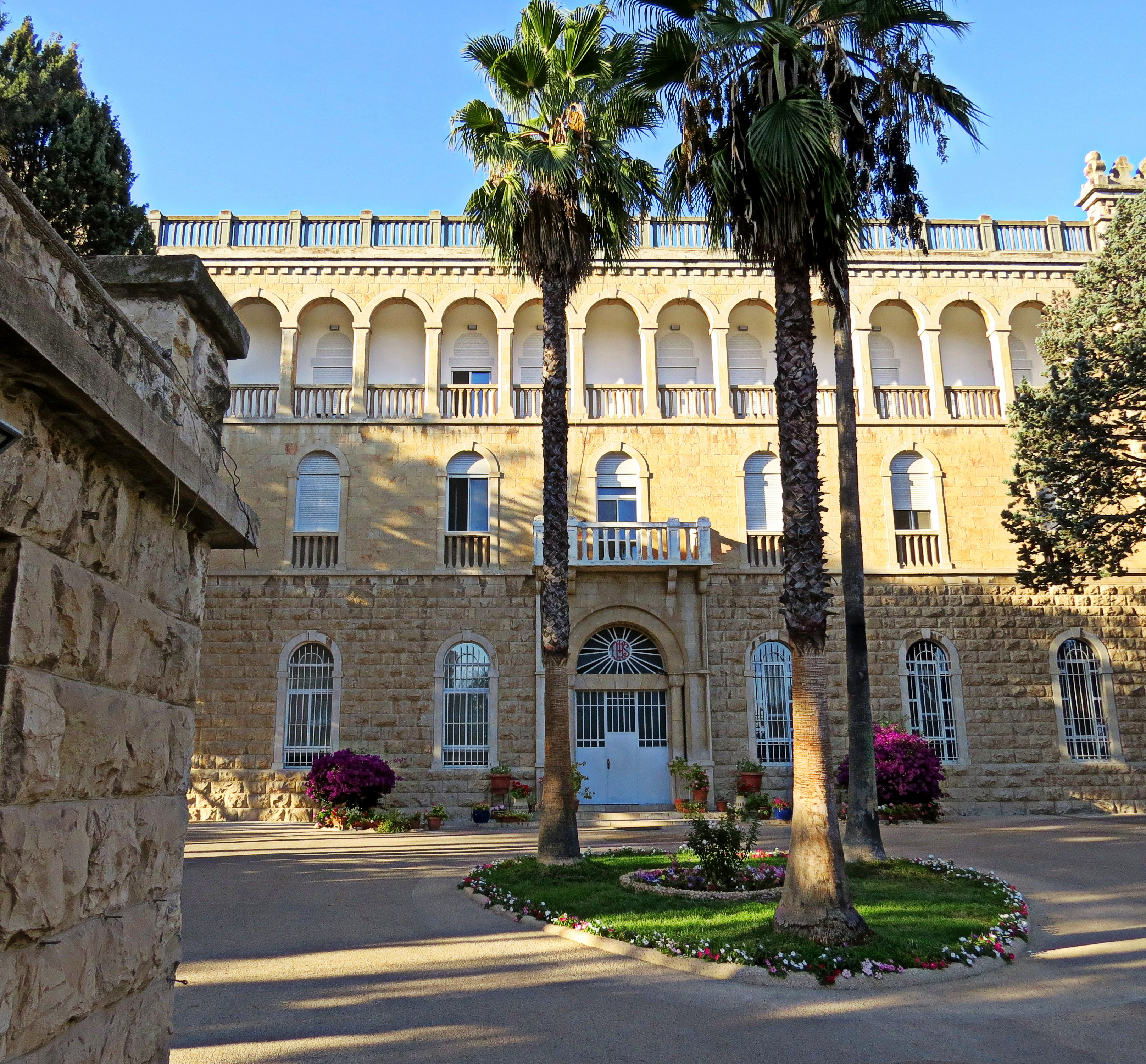
Biblikus Intézet, Jeruzsálem

Pápai Biblikus Intézet (latinul: Pontificium Institutum Biblicum) pápai felsőfokú oktatási intézet Rómában a szentírás tudományok kutatására és oktatására.
Megalakulásának előzményeként XIII. Leó pápa 1902-ben megalapította a Pápai Biblikus Bizottságot kutatási és (az antimodernizmus jegyében) ellenőrzési céllal. A Bizottság 1904-ben jogot kapott XI. Piusz pápától vizsgáztatásra és akadémiai fokozatok adományozására. A vizsgázni szándékozók részére 2008-ban magas szintű felkészítő tanfolyam indult, akkor még a Gregoriana Pápai Egyetemen.
1909-ben alakult meg az önálló Pápai Biblikus Intézet. Az Intézet vezetését XI. Piusz pápa a jezsuita rendre bízta. Az Intézetben a hallgatók előadásokat hallgattak a szentírástudomány fő- és mellékágaiban, szemináriumokon és gyakorlati órákon vettek részt, megismerkedtek a Biblia-tudományok módszertanával.
1916-ban kapott jogot az Intézet licenciátusi fokozat adására (a Biblikus Bizottság nevében).
1927-ben alapították fiókintézetét Jeruzsálemben a szentföldi ismeretek helybeni elmélyítésére.
1928-tól az Intézet doktori fokozat adására jogosult (saját nevében, függetlenül a Biblikus Bizottságtól). Ugyanakkor az Intézetet – az önállóság megtartása mellett (saját alapszabállyal) – egy konzorciumba vonták össze a Gregoriana Egyetemmel és a Pápai Keleti Intézettel.
1932-ben alakult meg az Intézet keretén belül az (ókori) Keleti Tanulmányok Fakultása.
1934-től vett komoly lendületet a Biblikus Intézet bibliakutatási tevékenysége a német jezsuita Augustin Bea rektorsága idején.
1976 óta az Intézet hallgatóinak lehetősége van arra, hogy a tantervük részeként tanulmányokat folytassanak Jeruzsálemi Héber Egyetemen vagy a francia dominikánusok alapította neves jeruzsálemi bibliatudományi intézetben, az École Biblique-en.
A Pápai Biblikus Intézet jelenleg a szentírástudomány területén a világ egyik vezető akadémiai intézete, egyházi és világi diákjai több mint hatvan országból érkeznek. Hallgatóinak száma 300 (2018-ban; ez a szám nem tartalmazza a Gregoriana Egyetem hallgatóit, aki közül szintén számosan látogatják az Intézet előadásait).
Az Intézet négy periodikát (Biblica, Orientalia, Elenchus of Biblica, Acta Pontificii Insituti Biblici) ad ki és hét monográfia-sorozatot (Analecta Biblica, Analecta Orientalia, Bible in Dialogue, Studia Pohl, Biblica et Orientalia, Subsidia Biblica, Materialien zum Sumerischen Lexikon) jelentet meg.